# ISO 9660

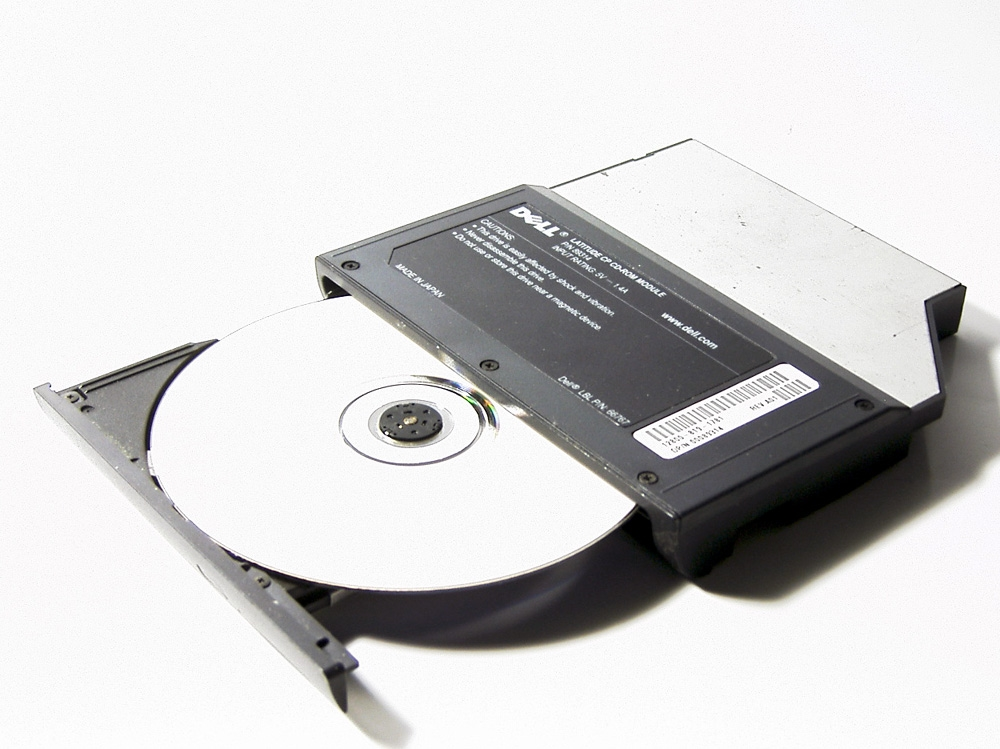
CD-ROM dans un lecteur de CD

ISO 9660 est une norme internationale de l'ISO, qui définit le système de fichiers utilisé sur les CD-ROM et les DVD-ROM. 
Le support de cette norme par Microsoft Windows, Mac OS et les systèmes de type Unix comme GNU/Linux, FreeBSD, NetBSD et OpenBSD permet l'interopérabilité des données échangées d'un OS à un autre.
Ce système de fichier s'utilise aussi sur des clé USB pour y copier un fichier .iso, afin de créer un live-USB (test et installation de système d'exploitation). En tant que format de fichiers originellement utilisé pour les DVD / CD-ROM, le format de fichiers est en lecture seul. Une clé USB dans ce format n'est donc pas modifiable. Elle peut juste être écrasée ou reformatée, mais pas modifiée.

## Niveaux et restrictions
Il y a différents niveaux à cette norme :
- Niveau 1 : Les noms de fichiers sont restreints à 8 caractères avec une extension de 3 caractères. Les majuscules, les chiffres et le souligné peuvent être utilisés. La racine peut contenir des répertoires qui auront une profondeur maximale de 8 niveaux (racine incluse). La norme Joliet permet de monter à 64 caractères.
- Niveau 2 : Les noms de fichiers passent à 32 caractères.
- Niveau 3 : Les fichiers peuvent être fragmentés, dans le but de pouvoir utiliser des logiciels comme Direct-CD avec des graveurs de CD.

## Image de disque
Une image de CD utilisant le système de fichiers ISO 9660 est un moyen de transférer le contenu de la piste de données, sous la forme d'un fichier se terminant habituellement par « .iso ».
Il est également possible de créer une image complète d'un CD, toutes pistes confondues. Sous UNIX le logiciel de copie dd en est capable. Il est également possible de monter directement des fichiers .iso. Sous Windows, il existe des logiciels payants (comme Nero Burning Rom) qui ont cette fonctionnalité — Nero crée un fichier au format propriétaire se terminant par « .nrg » — ainsi que des logiciels gratuits, tels InfraRecorder ou CDBurnerXP.
Un fichier « .nrg » est donc plus volumineux qu'un fichier « .iso ». Si le CD original est un CD-ROM (autrement dit : si le CD ne contient qu'une piste de données), il est préférable de créer un fichier « .iso » pour deux raisons :
- respecter la norme, afin que le fichier soit lisible par tous (tout le monde n'utilise pas Nero, ni même Windows) ;
- éviter le surplus d'informations inutiles.

## Prise en compte par les systèmes d'exploitation
De nombreux systèmes permettent la lecture des disques formatés ISO 9660, et de nouvelles versions gèrent également Rock Ridge et Joliet. Les systèmes d'exploitation qui ne gèrent pas ces extensions fonctionnent comme si le CD-ROM était au format ISO 9660 standard.